# Oxid de mangan (VII)
Oxidul de mangan (VII) este un compus anorganic al manganului cu formula Mn2O7. Este anhidrida acidă a acidului permanganic. Este utilizat în componența catalizatorilor pentru diferite reacții chimice.

## Obținere
Heptoxidul de mangan se poate obține prin reacția dintre acid sulfuric și permanganat de potasiu:
{\displaystyle ~\mathrm {2KMnO_{4}+H_{2}SO_{4}\longrightarrow \ Mn_{2}O_{7}+K_{2}SO_{4}+H_{2}O} }
Acesta este un compus instabil și se descompune în oxid de mangan (IV) și oxigen:
{\displaystyle ~\mathrm {2Mn_{2}O_{7}\longrightarrow \ 4MnO_{2}+3O_{2}\uparrow } }